# Lidio Stefanini
Lidio Stefanini (Soliera Modenese, 2 luglio 1913 – Soliera, 21 dicembre 1981) è stato un calciatore italiano, di ruolo centrocampista.

## Carriera
La sua storia sembra uscita da un romanzo di formazione. Nato tra i campi di Soliera, un paese della bassa modenese dove il calcio si respirava prima ancora che diventasse fenomeno di massa, Lidio Stefanini inizia a calciare stracci legati con lo spago per le strade sterrate. A vent’anni, nel 1933, quel ragazzo mingherlino ma con un cuore da leone viene notato dal Carpi, squadra di Prima Divisione. Non è un talento urlato, ma ha qualcosa che i selezionatori cercano: fiuto tattico, una resistenza da maratoneta, e quella rara umiltà di chi gioca per la squadra, non per la gloria.
Con i biancorossi carpigiani vive un’ascesa quasi simbolica: nel 1934, quando il club viene ammesso alla neonata Serie C, è già lui il perno del centrocampo. "Stefanini leggeva il gioco come un maestro legge Virgilio", scriverà anni dopo un cronista locale. Resta a Carpi fino al 1937, costruendosi una reputazione che oltrepassa i confini provinciali.
Venezia, la Coppa Italia e l’incontro con la Storia
Nel 1938 arriva la chiamata del Verona in Serie B, ma è solo un assaggio. L’anno dopo approda al Venezia, dove scrive pagine indelebili. Nella stagione 1939-40, con una rimonta da brividi, i lagunari centrano la promozione in Serie A: Stefanini, in mezzo al campo, è l’orchestratore silenzioso. Ma il meglio deve ancora venire.
Nell’autunno del 1940, mentre l’Europa brucia, lui scala l’Olimpo del calcio italiano: alzando la Coppa Italia dopo la finale contro la Roma, regala al Venezia il primo trofeo della storia. L’anno dopo, in un campionato dominato dai colossi del Nord, porta la squadra a un inatteso terzo posto. In quelle partite, accanto a lui, due ragazzi destinati a diventare leggende: Loik e Mazzola, futuri pilastri del Grande Torino. "Li osservava, li consigliava. Era come un fratello maggiore", ricorderà anni dopo un compagno di squadra.
Dopoguerra a Modena: il miracolo di una provincia orgogliosa
Dopo gli anni bui del conflitto, nel 1945 Stefanini riemerge a Modena, in una Serie A che cerca di rinascere. Ha 32 anni, un’età da veterano, ma la sua classe non si è arrugginita. Nel 1946-47, in un’Italia a pezzi, compie l’impresa più autentica: trascina i gialloblù a un terzo posto dietro al Grande Torino e alla Juventus. "Era come se giocasse due partite: la sua, e quella degli avversari che studiava al minuto", raccontano i tifosi dell’epoca.
Addio al calcio, mai alla passione
Il 30 giugno 1948, contro la Sampdoria, a 35 anni – età da record per l’epoca – gioca l’ultima partita in Serie A. Non è un addio strappalacrime, ma un commiato sobrio, come il suo carattere. Passa un anno alla Centese, poi nel 1950 torna a Carpi, chiudendo il cerchio proprio dove era iniziato tutto. "Voleva finire in punta di piedi, come aveva sempre vissuto", spiega un amico d’infanzia.
Gli anni della Solierese e quel campionato vinto con l’anima
Negli anni ’60, quando ormai i capelli sono bianchi, accetta di allenare la Solierese, la squadra del cuore. Non cerca fama, ma restituire al paese ciò che il calcio gli ha dato. Nel 1961, con una squadra di operai e contadini, vince il campionato Dilettanti: una festa che unisce generazioni. "Ci insegnò che il pallone è rispetto, prima che gol", dirà uno dei suoi giocatori.
L’eredità: più di uno stadio, un simbolo
Quando muore, nel 1972, Soliera gli dedica lo stadio comunale. Ma per chi l’ha conosciuto, il vero monumento è altrove: nelle sere d’estate, quando i vecchi del paese raccontano ai bambini di quel mediano magro che correva come un ragazzino, anche a 35 anni. Di come, in un’epoca senza social e sponsor, sia diventato leggenda senza mai dimenticarsi da dove veniva.
Oggi, tra le panchine del "Lidio Stefanini", risuona ancora un consiglio che amava ripetere: 
"Il calcio è come la vita: conta come corri, non dove arrivi".

## Palmarès

### Club

#### Competizioni nazionali
- Coppa Italia: 1

Venezia: 1940-1941

#### Competizioni regionali
- Prima Divisione: 1

Carpi: 1935-1936